# Moraea lewisiae
Moraea lewisiae è una specie di angiosperme della famiglia delle Iridaceae.